# 皮薩里夫希納 (哈佳奇區)
50°20′41″N 33°55′38″E / 50.34472°N 33.92722°E
皮薩里夫希納（烏克蘭語：Писарівщина），是烏克蘭中部的村莊，隸屬波爾塔瓦州的米爾霍羅德區。該村距離比連琴基夫卡、奧斯特羅韋爾希夫卡和奧里哈諾韋1公里，始建於1870年，面積1.42平方公里，海拔高度149米，2001年人口114。